# 15-ös metró (Peking)
A pekingi 15-ös metró (egyszerűsített kínai: 北京地铁15号线; pinjin: běijīng dìtiě shíwǔhào xiàn, magyaros: pejcsing titie sivuhao hszien) metróvonal Peking északkeleti részén. A 15-ös vonal színe      lila. 2010. december 30-án indult meg rajta a közlekedés.

## Története
A metróvonal építését a pekingi városvezetés 2009-ben hagyta jóvá. A 15-ös metróvonal a kínai főváros északi kerületeinek autóforgalmát csökkenti – itt találhatók az olimpiai létesítmények is.
A 15. számú, kelet–nyugati irányban húzódó, 45,7 kilométer hosszú vonal egy része a föld felett fut, 32 kilométeres szakasza kerül majd a föld alá. A negyedik és az ötödik körgyűrű között futó vonalnak 21 megállója van.
A 17,6 milliárd jüan (yuan) (mintegy 592 milliárd forint) költségvetésű új vonal építési munkálatait 2009-ben elkezdték, és első szakaszát 2010. december 30-án adták át.
Az első szakaszt több ütemben adták át:
- 2010-ben megnyílt a Wangjing West és a Houshayu közötti vonal,
- 2011-ben a Houshayu és Fengbo közöttit adták át (jelenleg is Fengboig közlekedik),
- 2014-ben pedig a Wangjing West és a Qinghuadongluxikou közötti szakaszt adták át.[2]

## Üzemidő
| 15-ös vonal indulásai   | Első  | Utolsó |
| ----------------------- | ----- | ------ |
| Fengbo felé             | 05:30 | 23:15  |
| Qinghuadongluxikou felé | 05:15 | 22:11  |

## Állomáslista
| 15 (Qinghuadongluxikou – Fengbo)      |                     |                                    |  |
| Állomás (angol név)                   | Állomás (kínai név) | Átszállás                          |  |
|                                       |                     |                                    |  |
| Qinghuadongluxikou                    | 清华东路西口        |                                    |  |
| Liudaokou                             | 六道口              | Changping vonal (2015 után)        |  |
| Beishatan                             | 北沙滩              |                                    |  |
| Olympic Green                         | 奥林匹克公园        | 8-as vonal                         |  |
| Anlilu                                | 安立路              |                                    |  |
| Datunlu East                          | 大屯路东            | 5-ös vonal                         |  |
| Guanzhuang                            | 关庄                |                                    |  |
| Wangjing West                         | 望京西              | 13-as vonal 17-es vonal (2019-től) |  |
| Wangjing                              | 望京                | 14-es vonal                        |  |
| Wangjing East                         | 望京东              |                                    |  |
| Cuigezhuang                           | 崔各庄              |                                    |  |
| Maquanying                            | 马泉营              |                                    |  |
| Sunhe                                 | 孙河                |                                    |  |
| China International Exhibition Center | 国展                |                                    |  |
| Hualikan                              | 花梨坎              |                                    |  |
| Houshayu                              | 后沙峪              |                                    |  |
| Nanfaxin                              | 南法信              |                                    |  |
| Shimen                                | 石门                |                                    |  |
| Shunyi                                | 顺义                |                                    |  |
| Fengbo                                | 俸伯                |                                    |  |
|                                       |                     |                                    |  |

## Fordítás
- Ez a szócikk részben vagy egészben  a   Line 15, Beijing Subway című angol Wikipédia-szócikk fordításán alapul.  Az eredeti cikk szerkesztőit annak laptörténete sorolja fel. Ez a jelzés csupán a megfogalmazás eredetét és a szerzői jogokat jelzi, nem szolgál a cikkben szereplő információk forrásmegjelöléseként.
- Ez a szócikk részben vagy egészben  a(z)   北京地铁15号线 című kínai Wikipédia-szócikk fordításán alapul.  Az eredeti cikk szerkesztőit annak laptörténete sorolja fel. Ez a jelzés csupán a megfogalmazás eredetét és a szerzői jogokat jelzi, nem szolgál a cikkben szereplő információk forrásmegjelöléseként.